# 國際足協世界排名
|                             |     |          |         |
| FIFA                        | +/- | 國家     | 積分    |
| 1                           | ━   | 阿根廷   | 1886.16 |
| 2                           | ▲ 1 | 西班牙   | 1854.64 |
| 3                           | ▼ 1 | 法國     | 1852.71 |
| 4                           | ━   | 英格兰   | 1819.2  |
| 5                           | ━   | 巴西     | 1776.03 |
| 6                           | ▲ 1 | 荷蘭     | 1752.44 |
| 7                           | ▼ 1 | 葡萄牙   | 1750.08 |
| 8                           | ━   | 比利时   | 1735.75 |
| 9                           | ━   | 義大利   | 1718.31 |
| 10                          | ━   | 德国     | 1716.98 |
| 11                          | ▲ 2 |          | 1698.66 |
| 12                          | ▲ 2 | 摩洛哥   | 1694.24 |
| 13                          | ▼ 2 | 乌拉圭   | 1679.49 |
| 14                          | ▼ 2 | 哥伦比亚 | 1679.04 |
| 15                          | ━   | 日本     | 1652.64 |
| 16                          | ━   | 美国     | 1648.81 |
| 17                          | ▲ 2 | 墨西哥   | 1646.94 |
| 18                          | ━   | 伊朗     | 1637.39 |
| 19                          | ▼ 2 | 塞内加尔 | 1630.32 |
| 20                          | ━   | 瑞士     | 1624.75 |
| *最近更新日期：2025年4月3日 |     |          |         |
| FIFA.com的完整排名          |     |          |         |

國際足總世界排名（英語：FIFA/Coca-Cola Men's World Ranking）是國際足球總會針對其下属会员足球代表队所建立的男子足球排名制度。從1993年開始每月公佈各球队的排名，於2006年7月起採用新的排名積分制度。附表為男子足球世界排名前20的FIFA成员。排名現在由可口可樂冠名贊助。

## 历史
1992年12月FIFA首次发布了成员协会的男子球队排名，为这些球队之间相互比较实力提供了依据。次年8月起，这一排名开始更频繁的更新，通常每月发布一次。为应对对这一制度的批评，1999年1月和2006年7月分别实施了重大改革。Fifa.com网站列出的历史排名记录是采用当时所使用的计算方法得出的，目前所用的排名方法并未追溯应用于2006年7月之前的排名。从首次排名至今，FIFA的成员从167个发展到了211个，目前共有211个成员参与排名。库克群岛足球代表队曾因2015年9月4日后未参加任何比赛而于2019年9月被暂时移出排名，最后因2022年3月17日参加2022年世界杯预选赛而于2022年2月重新回到排名中。

### 1992年-1998年计算模型
两名来自苏黎世大学的瑞士讲师设计了这一排名公式，并于1992年12月至1998年12月期间使用。这一公式与之后修订的公式相比是最简单的，但它仍然需要复杂的计算。其主要原则是根据过去8年内所有FIFA下属会员的A队参加受FIFA认可的比赛（友谊赛、世界杯预选赛和正赛、各大洲锦标赛的预选赛和正赛）的结果，按下列方式赋予积分：
- 胜者得3分[6]
- 打平得1分[6]
- 负者得0分[6]

FIFA下属会员的B队、C队、女子代表队、U17、U20、U23和室内五人制代表队的比赛结果不计入该排名分数中。
计算模型将根据下列因素进行调整：
1. 胜/平/负分：包括两支球队相对实力的补偿因素，排名较低的球队战胜排名较高的球队将比反过来的情况获得更高的获胜分，而打平的情况下排名较低的球队获得的分数也会比对手更高。
2. 进球/失球分：发生在常规时间和加时赛中的进球都可以获得相同的积分，而点球大战中的进球和失球不计积分。排名较低的球队进球的分值相对于排名较高的球队会更高，此外同一场比赛中一方的第一个进球会比其他进球获得更高的积分。进球/失球积分的总体分值很低，比赛结果（胜/平/负分）的积分总体来说会更高。
3. 客场加分：无论最终的比赛结果如何，客场作战的球队总会获得0.3分的客场加分。如果比赛是在中立场地进行，那么双方球队都不会获得客场加分。
4. 各类赛事系数：比赛的重要性会影响球队获得的积分，前三项因素调整分的总和将根据比赛的性质乘以下列系数：
  1. 友谊赛：×1.00
  2. 洲际锦标赛的预选赛：×1.10
  3. 世界杯预选赛：×1.25
  4. 洲际锦标赛正赛：×1.25
  5. 世界杯正赛：×1.50
5. 地区强弱：地区实力最终也被纳入积分因素中。如果比赛双方来自不同大洲，那么获得的积分将乘以系数1.0。如果比赛双方是来自同一大洲的球队，那么获得的积分将乘以一个根据球队所在大洲确定的系数，欧洲和南美洲的系数为1.0，非洲和中北美洲的系数为0.9，亚洲和大洋洲的系数为0.8。
6. 最终FIFA排名积分计算公式：（规则1积分+规则2积分+规则3积分）×规则4系数×规则5系数，根据过去8年内进行的所有比赛的结果计算出每场比赛的积分，将所有比赛的积分相加得到的和作为排名依据。

举例而言，尽管在1994年的所有比赛中都保持不败，1994年12月的英格兰队世界排名仍然相比1993年12月时下降了7位，因为该队仅在6场低分值系数（根据规则4）的友谊赛中获得了积分。由于未能获得1994年世界杯的参赛资格，同时因身为东道主自动获得1996年欧洲杯的参赛资格而不需要参加预选赛，英格兰队在1994年一场正式赛事都未参加。
排名积分的计算结果在1992年-1998年之间公布，有时FIFA官方网站会公布四舍五入后的整数结果，而其他网站只公布未舍入的结果。

### 1999-2006计算模型
1999年1月，FIFA引入了一个新的排名计算系统，做出了一些改变来应对对排名不当的批评。所有排名比赛的得分和重要程度都会被记录下来并用于计算程序。系统仅计算成年男子国家队的比赛，而女队和青少年队则分别设立了单独的世界排名，例如國際足協女子世界排名，女子排名当时和现在都是基于一个简化版的足球ELO分级程序。
新系统的主要变化如下：
- 排名积分放大了10倍
- 改变了计算方法以考虑下列因素
  - 进球/失球数量
  - 比赛场地的主场/客场
  - 比赛或赛事的重要程度
  - 地区强度
- 不再给予胜利或打平时的固定分数
- 失利也可以获得积分

当时的一个网站将1999年对计算公式的修正描述为“经过测试后对计算方法进行的轻微修改和精细调整”，而最有力的修正是，每年只计算7场积分最高的比赛（消除了参加更多比赛带来的优势），同时调整了地区强度因素和各项赛事重要性因素的系数。
新的系统延续了前一个系统的做法，评选出下列奖项
- 年度球队
- 年度进步最大球队

这些变化使排名系统更复杂，但也使得它更全面且更准确。

### 2006-2018计算模型
FIFA宣布排名系统将在2006年世界杯后改进，积分的统计周期由8年缩短至4年，并使用一个更简洁的计算模型来确定排名。进球和主客场不再影响积分，原先公式的其他部分，例如赛事重要程度也得到了改进。修订后的排名和计算模型于2006年7月12日首次发布。

### 2018年排名系统改进
2017年9月，FIFA宣布正在对排名系统进行审查，并将在2018年世界杯预选赛结束后决定是否对其进行改进。2018年6月10日，FIFA宣布将在2018年世界杯结束后对排名系统进行改进。新的计算模型以Elo排名系统为基础定制，FIFA会员的排名将以每场比赛为单位进行更新。不同大洲的积分系数权重被取消了，但新的排名系统并不像Elo排名那样会考虑主客场比赛和净胜球的因素。
FIFA原计划在2018年7月引入新的排名系统，但由于在7月和8月的排名日之间没有国际比赛而推迟到了8月。ESPN的Dale Johnson等足球记者推测可能是因为（7月份时）新的系统得出的排名变化不大，德国队即使在世界杯小组赛就被淘汰也仍然占据了第一名的位置。FIFA原计划将2018年6月的世界排名积分作为新系统中各球队的初始积分，但当8月份公布新排名时，初始积分由以下公式算出：
{\displaystyle P_{\text{初始积分}}=1600-(R-1)\times 4}
其中R表示2018年6月时的球队排名，如果有两支或以上的队伍排名相同，那么下一个排名的队伍的R值将仅+1而非顺延。也就是说，如果有2支队伍并列第11名，那么第13名的队伍的R值为12而非13。然后FIFA根据初始积分按新的计算模型计算了上次发布排名之后的比赛结果的积分，这导致新的排名表中，德国队的排名戏剧性的下降到了第15名，而2018年世界杯冠军法国队的排名上升到了榜首。

### 2021年的变化
2021年4月起，球队积分不再四舍五入到整数，而是四舍五入保留2位小数。

## 现行計分方法
2018年6月10日，FIFA理事会公佈了最新的排名系統，此系统基于Elo排名系统，在每场比赛结束后给参赛队伍增加或减少相应的积分，积分计算公式如下：
{\displaystyle P=P_{\text{before}}+I(W-W_{e})}
其中：
- Pbefore – 球隊比賽前的積分
- I – 賽事重要性系數：
  - 05 – 於國際賽期期間以外的友誼賽
  - 10 – 於國際賽期期間之內的友誼賽
  - 15 – 國家聯賽（小组赛）
  - 25 – 國家聯賽（淘汰赛和决赛）、洲际杯赛预选赛、世界杯预选赛
  - 35 – 洲际杯赛正赛（四分之一決賽階段以前）
  - 40 – 洲际杯赛正赛（四分之一決賽階段以後）
  - 50 – 世界杯（四分之一決賽階段以前）
  - 60 – 世界杯（四分之一決賽階段以後）
- W – 比賽成績：
  - 0 – 於常規時間或加時賽後落敗
  - 0.5 – 賽和或於互射十二碼落敗
  - 0.75 – 於互射十二碼勝出
  - 1 – 於常規時間或加時賽後勝出

假如一場比赛最終分出勝負，但仍然需要進行互射十二碼（例如兩回合中的次回合賽事，单场比分有胜负但总比分打平），這會被視為一場常規賽的勝負，而互射十二碼成績不會計算。
- We – 賽事之預計賽果：

{\displaystyle W_{e}={\frac {1}{10^{-{\frac {dr}{600}}}+1}}}
其中 dr 是兩支球隊之間比賽前的排名差。

## 世界排名领头羊
FIFA于1992年首次发布世界排名时，德国队因在此前的三届世界杯中均打入决赛并获得一次冠军而排在榜首。随后巴西队凭借在1994年國際足協世界盃预选赛的9场比赛中取得8胜1负打进40球仅失4球的表现夺走了排名第一的席位，紧接着意大利队也凭借同样优异的世界杯预选赛成绩短暂的占据头名，但很快德国队又夺回了第一，最后巴西队凭在漫长的世界杯预选赛中取得的成功再次获得了领先地位。
时间进入到1994年世界杯，德国队在此期间短暂的回到了第一名，但最后巴西队夺得了该届世界杯冠军并取得了巨大的领先，开始了长达七年的对世界第一地位的统治。2001年，连续夺得1998年世界杯冠军和2000年欧洲杯冠军的法国队接过了世界第一的称号。一年后，获得2002年世界杯冠军的巴西队就再度登上世界第一，这次他们将这一称号保持到了2007年。
2007年的世界第一头衔竞争非常激烈，夺得了2006年世界杯冠军的意大利队于2007年2月登顶，仅仅一个月后阿根廷队就超过了他们获得第一，但4月份意大利又再度登顶。获得了2007年美洲杯冠军的巴西队于7月份回到了榜首，但9月份意大利队又一次领先，紧接着10月份阿根廷队再度成为世界第一。
2008年7月，在2008年欧洲杯中夺冠的西班牙队首次在世界排名中获得第一。整整一年后，在2009年联合会杯中夺冠的巴西队第六次登顶，但在2010年世界杯预选赛中全胜的西班牙队于2009年11月重夺第一。
2010年4月，巴西队再次回到榜首。在夺得2010年世界杯后西班牙队获得了世界第一并保持到了2011年8月，荷兰短暂的取得了第一名，但次月就被西班牙再次夺走。
2014年7月，德国队在赢得了2014年世界杯后取得了世界第一位置。一年后，在2014年世界杯和2015年美洲杯中都杀入决赛的阿根廷队来到了榜首。2015年11月，比利时队凭借在2016年欧洲杯预选赛中取得小组头名的成绩首次获得世界第一称号。2016年4月，阿根廷队重夺榜首。2017年4月，巴西队自2010年后首次取得世界第一，但仅一个月后就被夺得了联合会杯的德国队取代。
2018年夏天，FIFA以Elo排名系统为基础更新了排名体系，8月份首份根据新体系发布的世界排名中，赢得了2018年世界杯的法国队时隔16年再度登上世界第一。一个月后，比利时队的积分追上了法国，世界排名首次出现了并列第一的情况。又过了一个月，比利时队的积分超越了法国，他们将第一名位置保持了接近4年。2022年3月，巴西队重回榜首。

## 獎項

### 年度球隊
年度球隊是頒予給每一年世界排名第一的球隊，現任得主為巴西。巴西為現時奪得「年度球隊」次數最多的隊伍（13 次）及連續最長得獎次數（7 次；1994–2000年）。下表為歷年排名前三位的球隊：
| 年份 | 第一位 | 第二位 | 第三位   |
| ---- | ------ | ------ | -------- |
| 1993 | 德国   | 義大利 | 巴西     |
| 1994 | 巴西   | 西班牙 | 瑞典     |
| 1995 | 巴西   | 德国   | 義大利   |
| 1996 | 巴西   | 德国   | 法國     |
| 1997 | 巴西   | 德国   | 捷克     |
| 1998 | 巴西   | 法國   | 德国     |
| 1999 | 巴西   | 捷克   | 法國     |
| 2000 | 巴西   | 法國   | 阿根廷   |
| 2001 | 法國   | 阿根廷 | 巴西     |
| 2002 | 巴西   | 法國   | 西班牙   |
| 2003 | 巴西   | 法國   | 西班牙   |
| 2004 | 巴西   | 法國   | 阿根廷   |
| 2005 | 巴西   | 捷克   | 荷蘭     |
| 2006 | 巴西   | 義大利 | 阿根廷   |
| 2007 | 阿根廷 | 巴西   | 義大利   |
| 2008 | 西班牙 | 德国   | 荷蘭     |
| 2009 | 西班牙 | 巴西   | 荷蘭     |
| 2010 | 西班牙 | 荷蘭   | 德国     |
| 2011 | 西班牙 | 荷蘭   | 德国     |
| 2012 | 西班牙 | 德国   | 阿根廷   |
| 2013 | 西班牙 | 德国   | 阿根廷   |
| 2014 | 德国   | 阿根廷 | 哥伦比亚 |
| 2015 | 比利时 | 阿根廷 | 西班牙   |
| 2016 | 阿根廷 | 巴西   | 德国     |
| 2017 | 德国   | 巴西   | 葡萄牙   |
| 2018 | 比利时 | 法國   | 巴西     |
| 2019 | 比利时 | 法國   | 巴西     |
| 2020 | 比利时 | 法國   | 巴西     |
| 2021 | 比利时 | 巴西   | 法國     |
| 2022 | 巴西   | 阿根廷 | 法國     |
| 2023 | 阿根廷 | 法國   | 英格兰   |
| 2024 | 阿根廷 | 法國   | 西班牙   |

#### 國家隊表現
| 球隊     | 第一位                                                                            | 第二位                                                          | 第三位                           |
| -------- | --------------------------------------------------------------------------------- | --------------------------------------------------------------- | -------------------------------- |
| 巴西     | 13 (1994, 1995, 1996, 1997, 1998, 1999, 2000, 2002, 2003, 2004, 2005, 2006, 2022) | 5 (2007, 2009, 2016, 2017, 2021)                                | 5 (1993, 2001, 2018, 2019, 2020) |
| 西班牙   | 6 (2008, 2009, 2010, 2011, 2012, 2013)                                            | 1 (1994)                                                        | 4 (2002, 2003, 2015, 2024)       |
| 比利时   | 5 (2015, 2018, 2019, 2020, 2021)                                                  | 0                                                               | 0                                |
| 德国     | 3 (1993, 2014, 2017)                                                              | 6 (1995, 1996, 1997, 2008, 2012, 2013)                          | 4 (1998, 2010, 2011, 2016)       |
| 阿根廷   | 4 (2007, 2016, 2023, 2024)                                                        | 4 (2001, 2014, 2015, 2022)                                      | 5 (2000, 2004, 2006, 2012, 2013) |
| 法國     | 1 (2001)                                                                          | 10 (1998, 2000, 2002, 2003, 2004, 2018, 2019, 2020, 2023, 2024) | 4 (1996, 1999, 2021, 2022)       |
| 荷蘭     | 0                                                                                 | 2 (2010, 2011)                                                  | 3 (2005, 2008, 2009)             |
| 義大利   | 0                                                                                 | 2 (1993, 2006)                                                  | 2 (1995, 2007)                   |
| 捷克     | 0                                                                                 | 2 (1999, 2005)                                                  | 1 (1997)                         |
| 瑞典     | 0                                                                                 | 0                                                               | 1 (1994)                         |
| 哥伦比亚 | 0                                                                                 | 0                                                               | 1 (2014)                         |
| 葡萄牙   | 0                                                                                 | 0                                                               | 1 (2017)                         |
| 英格兰   | 0                                                                                 | 0                                                               | 1 (2023)                         |

## 外部連結
- 國際足聯官方網頁（页面存档备份，存于）
- 世界排名的計算方法 （页面存档备份，存于）
- FIFA/可口可樂 男子足球世界排名 （页面存档备份，存于）
- FIFA/可口可樂 女子足球世界排名 （页面存档备份，存于）